# Ali Maâchi
Ali Maâchi (Tiaret, 12 août 1927, 8 juin 1958) est un poète et chanteur algérien connu pour ses chansons à caractère militant pour l’indépendance de l’Algérie.

## Biographie
Ali Maâchi est né le 12 août 1927 à Tiaret, dans le quartier de Rass Essouk. 
Enfant, il abandonne ses études pour aider son père agriculteur,. En 1949, il fait son service militaire à la base maritime de Bizerte en Tunisie,. 
À la fin de son service, il s'installe à Alger et travaille comme technicien à Radio-Alger où il côtoiera de nombreux artistes. 
Il voyage beaucoup et, en 1953, il fonde le groupe musical « Saffir Ettarab » (« Ambassadeur de la chanson »),. Son récital du genre oranais était engagé et dédié à sa patrie l'Algérie. Sa première chanson est El-Babour (« Le bateau ») mais c'est sa chanson Angham El-Djazaïr (« Mélodies d’Algérie ») de 1956 qui est la plus célèbre,,.

## Arrestation et assassinat
Ali Maâchi fut enlevé par les soldats de l'armée française le 8 juin 1958 avec deux de ses compagnons. Ils furent pendus et leurs corps exhibés sur la place Carnot de la ville de Tiaret,.

## Hommage
En 2008, le Ministère de la Culture Algérien créé le prix « Ali Maâchi » pour récompenser de jeunes créateurs de divers milieux artistiques.